# Nismo
Nismo (acrónimo de Nissan Motorsport) es la división de automovilismo y de tuneo de Nissan Motor Company. Se creó en 1984 como resultado de la fusión de dos departamentos deportivos.
En Japón, Nissan ha competido en el Campeonato Japonés de Sport Prototipos y el Super GT Japonés.
La marca ha participado en las 24 Horas de Le Mans del Campeonato Mundial de Resistencia en distintos períodos desde 1986. Logró el quinto puesto en 1990 con el Nissan R90CP y el tercer puesto en 1998 con el Nissan R390 GT1, en ambos casos con tripulaciones japonesas.
En Estados Unidos, Nissan ganó el Campeonato IMSA GT de 1989, 1990 y 1991 con el piloto Geoff Brabham, y logró triunfos en las 24 Horas de Daytona de 1992 y 1994 y las 12 Horas de Sebring de 1989, 1990, 1991 y 1994. Desde 1999 hasta 2002 compitió en la IndyCar Series, donde Eddie Cheever fue tercero en 2000.
A partir de 2009, Nismo ha competido con el Nissan GT-R en el Campeonato Mundial de GT1 y la Blancpain Endurance Series, además de campeonatos nacionales de gran turismo.
Nissan compitió en rally en las décadas de 1960 a 1980, logrando victorias en el Rally Safari y el Rally de Costa de Marfil. En las décadas de 1990 y 2000 compitió oficialmente en el Rally Dakar, aunque nunca pudo ganar.
En turismos, Nissan ganó el Gran Premio de Macao de 1990, las 24 Horas de Spa de 1991, el Campeonato Australiano de Turismos de 1991 y 1992, y los 1000 km de Bathurst de 1991 y 1992 con el Nissan Skyline GT-R. Luego ganó el Campeonato Británico de Turismos de 1999 y 2000 con el Nissan Primera del equipo RML Group.

## Historia

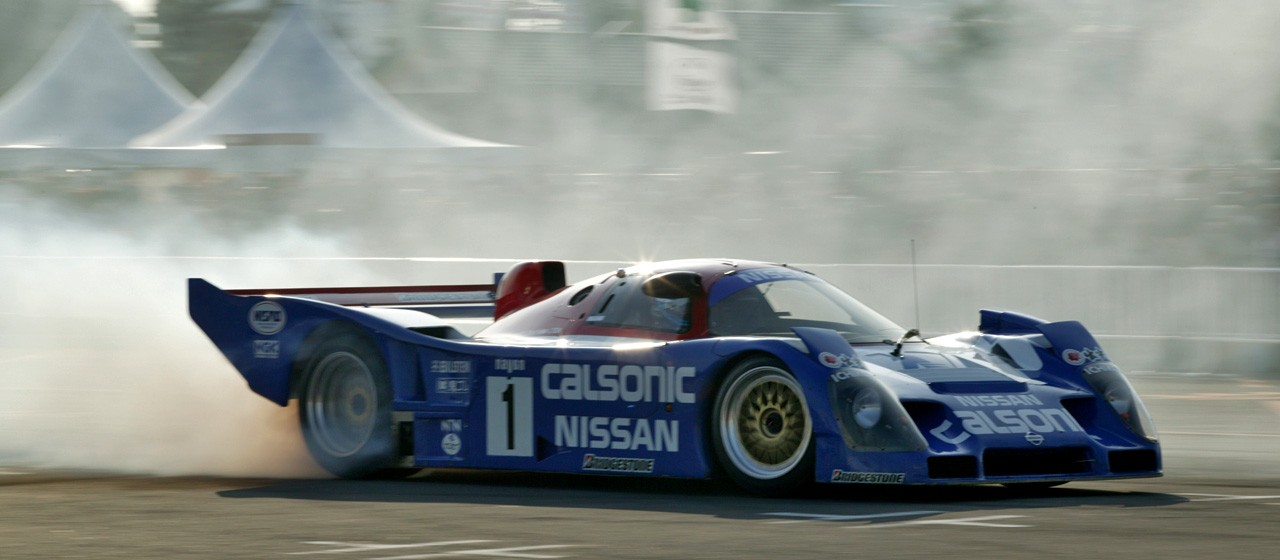
Nissan R91CP

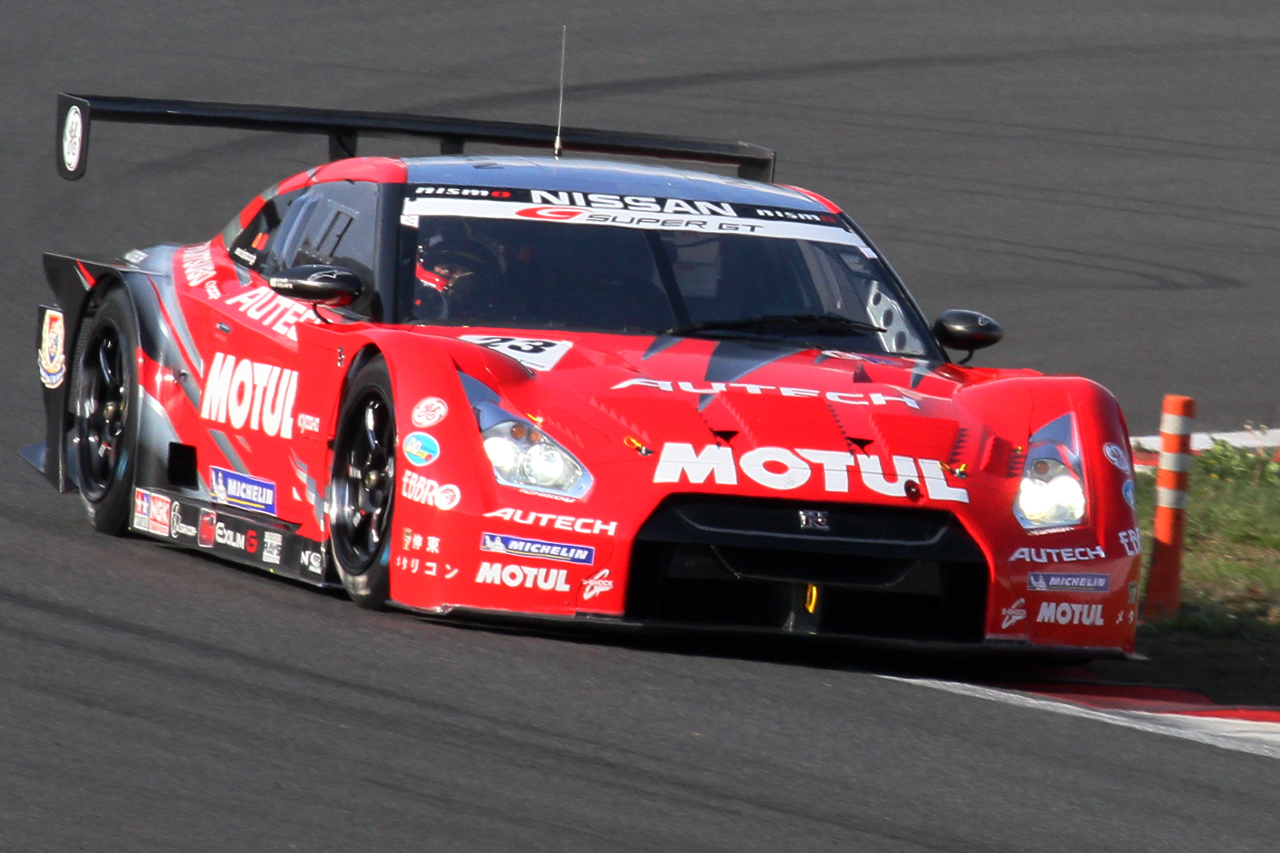
Nissan GT-R del Super GT Japonés 2010

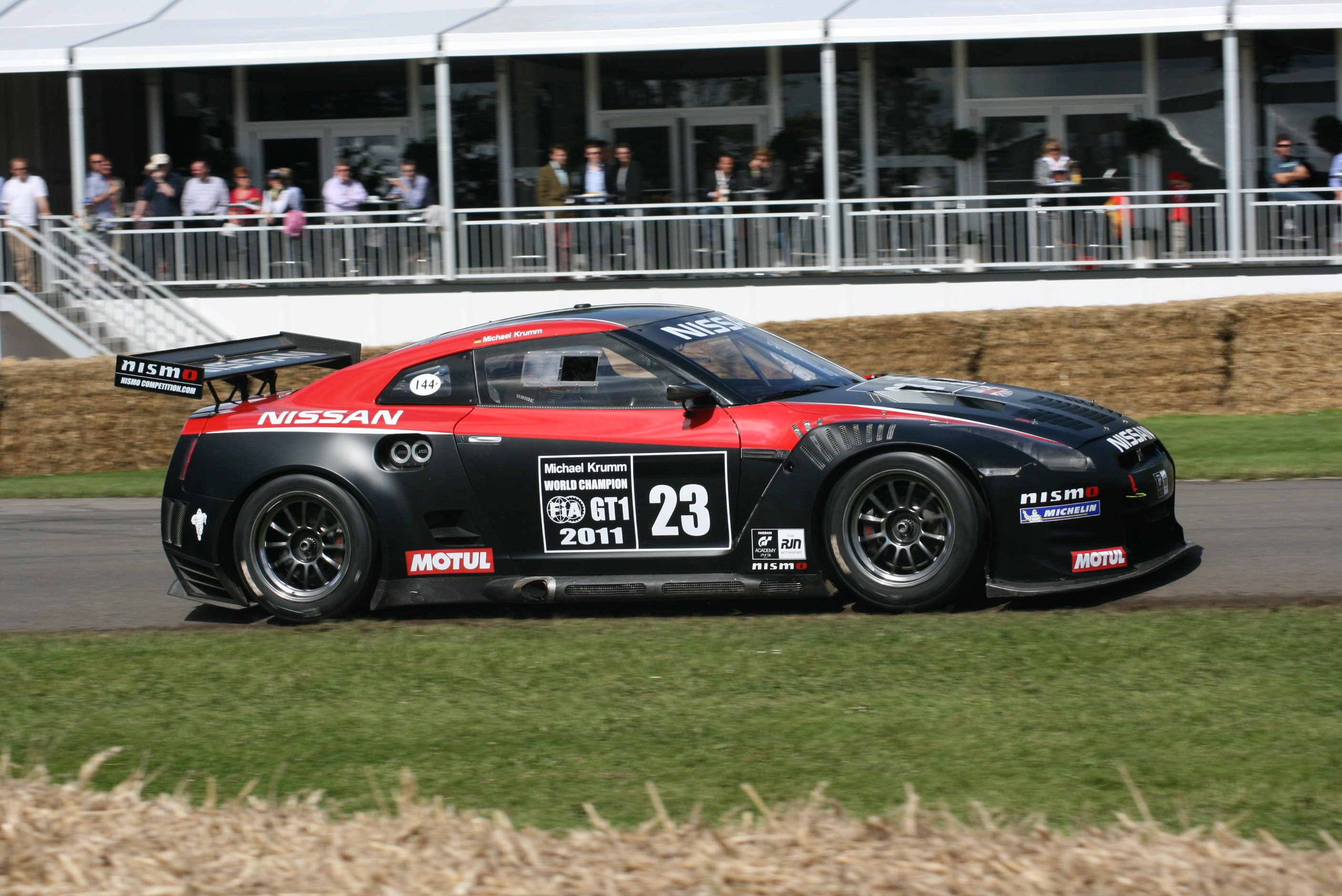
Nissan GT-R GT1 en el Festival de la Velocidad de Goodwood de 2012

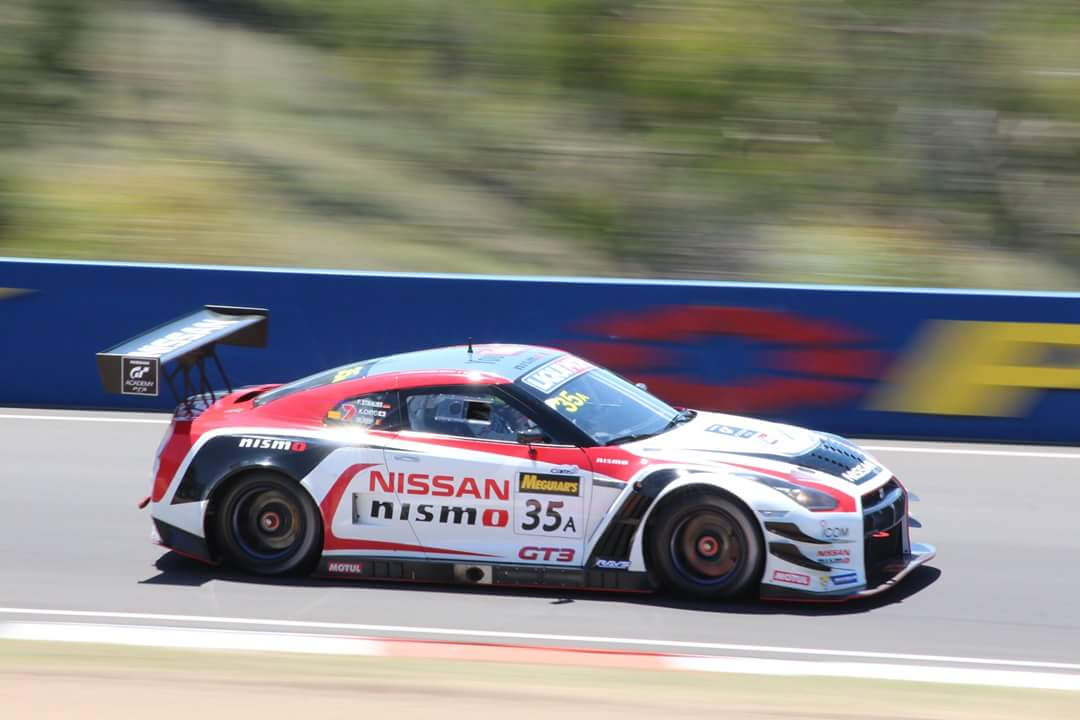
Nissan GT-R GT3 en las 12 Horas de Bathurst de 2015

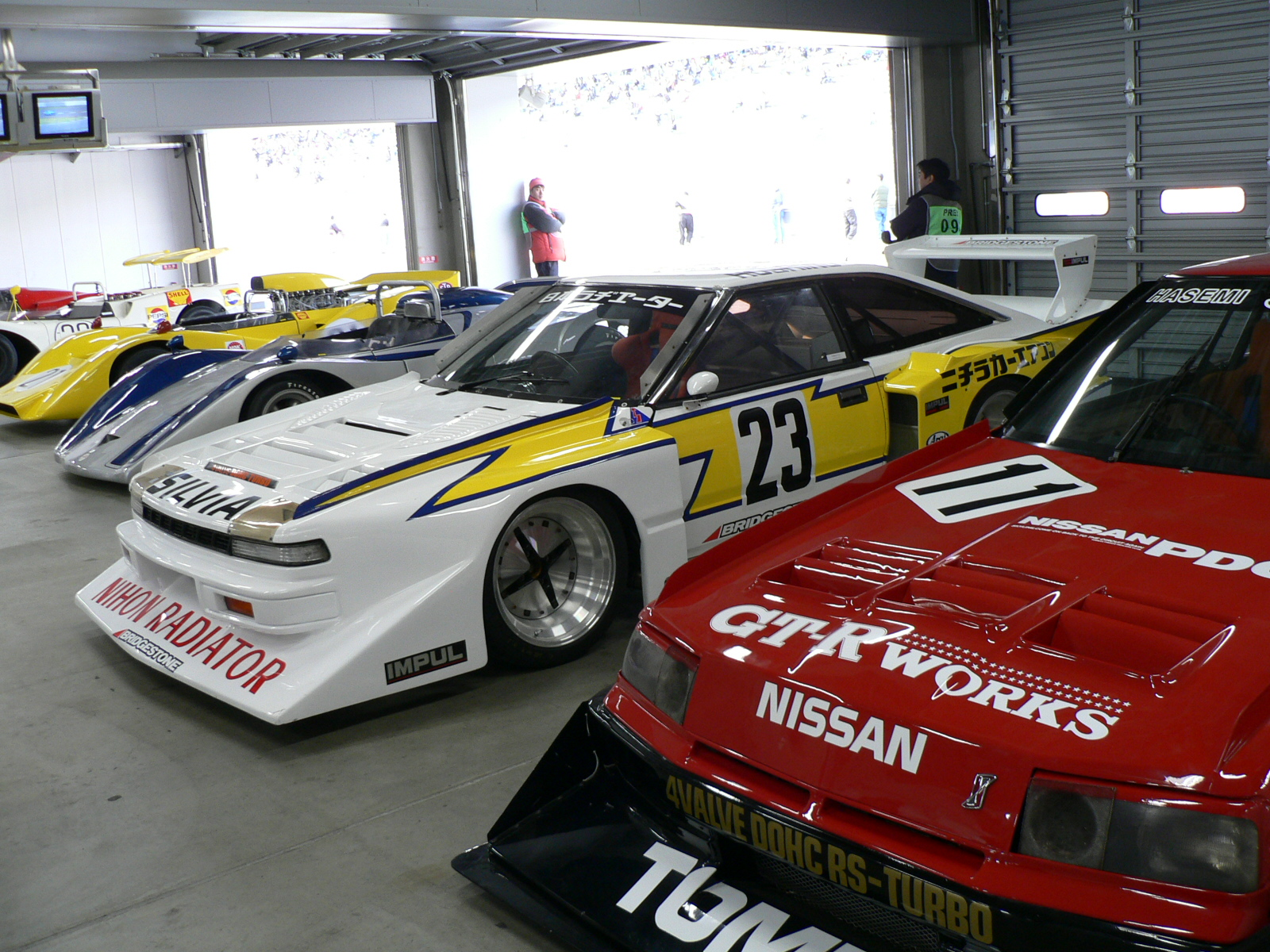
Silvia S110 Silhouette en el Festival Nismo de 2006

1984 Septiembre: Establecimiento de Nissan Motorsports International Co., Ltd.: Inauguración de la primera presidenta: Yasuharu Namba Octubre: Inicio de las actividades de negocio
1985 Febrero: Desarrollo y venta de NISMO piezas originales de automóviles comienza Junio: venta de ropa y productos comienza
1986 Abril: Primer año empleados contratados
1987 Mayo: Exposición para el público en general se abre en la Sede Omori Septiembre: Omori Sede showroom dado nombre NISMO Paddock
1988 Enero: NISMO Paddock en Kobe (la primera tienda Paddock) abre: NISMO Motorsports Europa ( NME ), es establecido
1989 Junio: NISMO Oppama Engineering Center se estableció
1990 Octubre: NISMO Fukuoka Office abre 
1993 Marzo: NISMO Oppama Engineering Center integrado en la Sede de Omori: NISMO Fukuoka oficina cierra 
Abril: Nissan Motorsports Europa transferido a Nissan Europa
Octubre: Es creado el negocio de las piezas de automóvil 
1994 julio: Inauguración del segundo presidente: Jiro Adachi: Fusión con Movilidad Parque. 
Septiembre: NISMO lanzó el 270R.
Febrero de 1995:Inauguración del Club de Le Mans, Nissan / NISMO club de fanes de los deportes de motor
1996 Enero: Lanzamiento del NISMO 400R
1997 Mayo: NISMO Paddock cambia su nombre por el de "Factory Omori ". Junio: Cambio del logotipo NISMO. Noviembre: Primera NISMO FESTIVAL
2001 Marzo: Yutaka Katayama NISMO se nombró Miembro Honorario
2002 julio: Inauguración del 3.er presidente: Kenichi Sasaki
2003 Octubre: Personal enviado a EE.UU.
2004 Enero: El personal despachó a Europa: Fairlady Z S -tune GT lanzó: Marzo S -tune completa su lanzado. 
Febrero: Cambio de logo NISMO. 
Abril: Inauguración del cuarto presidente: Yuichi Sanada: Club Le Mans cambia su nombre por el de Club de NISMO
2006 Marzo: oficina de representación EE.UU. cerró: Oficina de representación europea cerrado: Yutaka Katayama se retira como NISMO Miembro Honorario: NISMO centro de desarrollo del motor se abre. Octubre: La administración de Movilidad Parque transferido a Nissan Motor Co., Ltd.
2007 Enero: Codesarrollo de Fairlady Z Version NISMO con Autech Japón. Se venden en los concesionarios Nissan.: Fairlady Z Version NISMO Tipo lanzado 380RS - Competencia. Julio: Fairlady Z Version NISMO 380RS Tipo liberado
2008 Agosto: Nueva Organización de NISMO Expert Shop y centro de servicio NISMO comienza
2009 diciembre: Nissan GT -R FIA GT1 se lanzó
2010 abril: Inauguración del quinto Presidente: Shoichi Miyatani. Septiembre: NISMO LMP2 Motor lanzado
2011 Enero: Nissan Nismo GT -R RC lanzado. Octubre: Nissan Fairlady Z Nismo RC libera
2012 Enero: Nissan GT -R Nismo GT3 ( modelo 2012 ) puso en marcha. Diciembre: HQ Reubicación de Tsurumi - ku, ciudad de Yokohama
A partir de la Temporada 2018-19 de Fórmula E competía reemplazando a Renault.

## Productos

### Kits de tuning

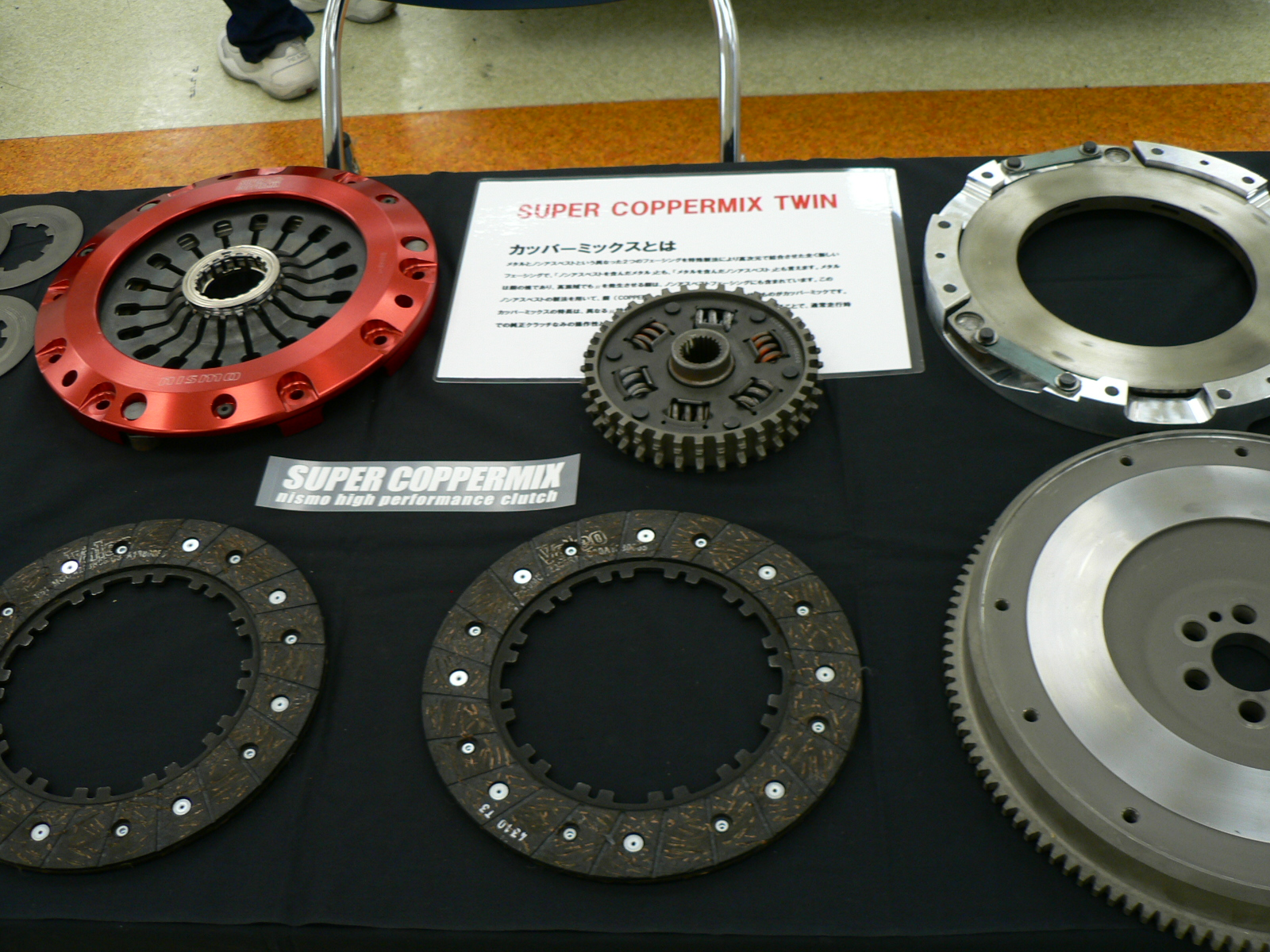
Algunos componentes fabricados por Nismo

Nismo diseña y fabrica una amplia gama de piezas de rendimiento del mercado de accesorios para los coches de Nissan, incluyendo piezas aerodinámicas como spoilers, difusores, rines, motores y piezas de suspensión.
La mayoría Datsun, Nissan, y los coches de la marca Infiniti tienen piezas de rendimiento disponibles en Nismo, ya sea en producción o como existencias. Por ejemplo, Nismo vende piezas tales como árboles de levas de rendimiento, pistones, etc. Para el motor KA24E, que se utilizó en la pequeña camioneta Nissan desde hace varios años y también se utiliza para los 1989 y 1990 años modelo de 240SX, un coche popular entre los entusiastas de la escena de importación ( especialmente Drifters ) en América del Norte.
En Japón, el Skyline V35 y Fairlady Z33 ambos han recibido varios niveles de paquetes de ajuste Nismo ( E -Type, S -Tune, R -Tune y paquetes S1 ), con una pista completa de especificaciones Fairlady Z debutó en el Festival Nismo de 2005 Velocidad celebrada en (anteriormente ) Fuji International Raceway.
En febrero de 2007, Nismo anunció el lanzamiento de la Nismo 380RS. El NISMO 380RS es una versión modificada de la fábrica de Nissan Z33 Fairlady Z en sintonía tanto por Nismo y Autech. Dos versiones fueron puestos en libertad, el primero fue un modelo único -track llamado 380RS -C (C de la competencia ), el segundo es un modelo de calle que se venden en los concesionarios Nissan. Ambas versiones utilizan un motor Nissan VQ V6 de la serie, bore y stroke a 3.8L. La única vía 380RS -C hace 400 caballos de fuerza ( 298 kW), y la versión de calle hace aproximadamente 350 caballos de fuerza ( 261 kW ). El NISMO 380RS sólo fue vendido en Japón.

### Autos completos

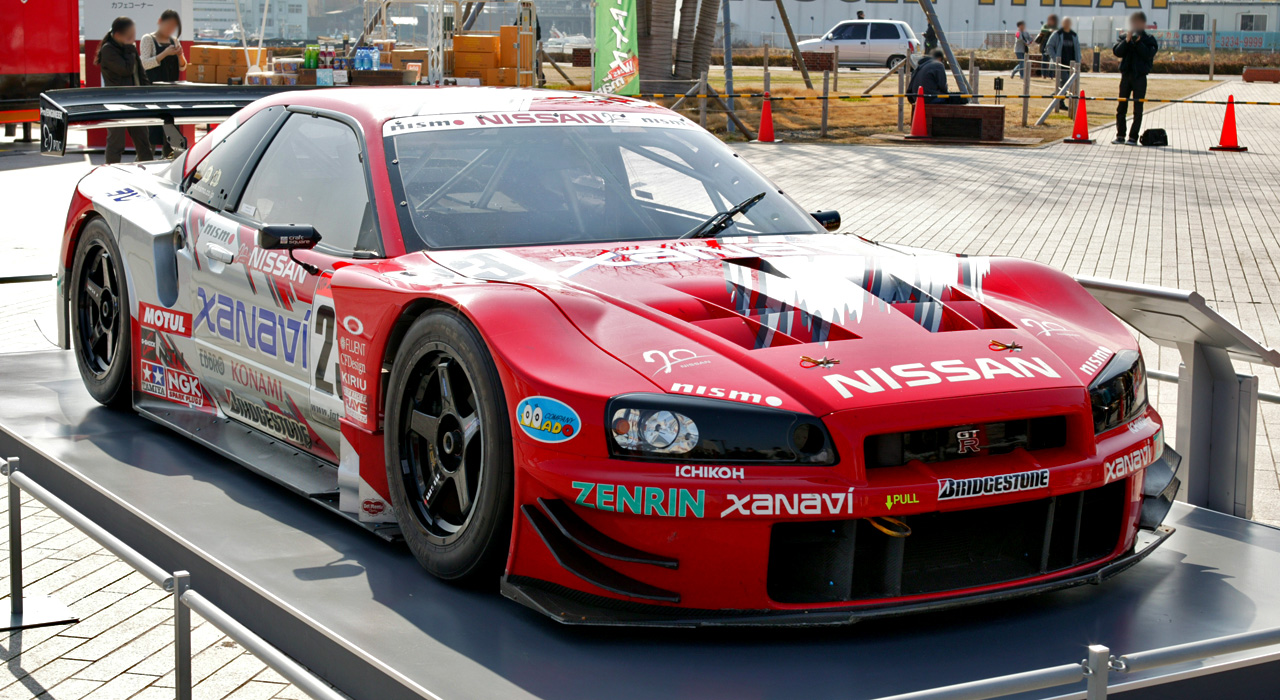
Skyline R-34 Xanavi

Cuando se introduce el Skyline V-Spec Nismo GT-R R34, el Z-Tune, porque no había una limitación en el número de pieza, Nismo sólo fue capaz de crear 20 de ellos. La versión completa se vende por 17.745 millones de yenes (US $ 146,6 mil dólares, al 7 de diciembre de 2005) en Japón. Sin embargo, la versión de piezas de conversión, donde el Skyline GT-R del cliente ha convertido en la base del coche, se vende por 13.125 millones de yenes (USD $ 108,500, al 7 de diciembre de 2005). Sin embargo, se sabe que el GT-R Z-tune puede superar el precio de $ 180.000 USD en mercado de automóviles. El motor es un Z2 RB28DETT (un motor normal de GT-R, con una cilindrada de 2,8 litros stroker y piezas de Nismo diseñados específicamente para el Z2). Todos los Z-Tunes se han vendido ya. El coche pesa 1.600 kg (3.527 libras).
Nismo también fue responsable de la Skyline R33 400R y 270R S14 Silvia modelos. Ambas modificaciones integrales destacados a la transmisión, suspensión, frenos, chasis, y el trabajo aerodinámico. Un número muy limitado de ambos modelos fueron vendidos en 1997, y los dos altos precios de reventa de comandos, incluso hoy en día. Estos modelos se destacaron el vínculo de Nismo para tuning calle, y se han desarrollado (como fue el Z-Tune GT-R) en su ciudad de Chiba garaje tuning. Nismo ha vendido sus coches en los concesionarios Nissan desde hace años, y cuentan con plena garantía.[cita requerida]